# IC 2029
IC 2029 — галактика типу SBc () у сузір'ї Золота Риба.
Цей об'єкт міститься в оригінальній редакції індексного каталогу.